# Miersia
Miersia là chi thực vật có hoa trong họ Amaryllidaceae.